# Wiedersehen mit Mrs. Oliver
Wiedersehen mit Mrs. Oliver (Originaltitel Dead Man’s Folly) ist der 48. Kriminalroman von Agatha Christie. Er erschien zuerst im Oktober 1956 in den USA bei Dodd, Mead and Company und am 5. November desselben Jahres im Vereinigten Königreich im Collins Crime Club. Die deutsche Erstausgabe veröffentlichte 1959 der Scherz Verlag (Bern; Stuttgart; Wien) mit der Übersetzung von Dorothea Gotfurt. Unter dem Titel Mord mit verteilten Rollen erschien 2020 im Hamburger Atlantik Verlag eine Neuübersetzung von Michael Mundhenk.
Es ermitteln Hercule Poirot in seinem 27. und Ariadne Oliver in ihrem dritten Roman.

## Hintergrund
1954 schrieb Agatha Christie die Kurzgeschichte Hercule Poirot and the Greenshore Folly, ursprünglich, um mit dem Erlös neue Fenster für die Kirche von Churston Ferrers zu ermöglichen. Darin gibt es zahlreiche lokale Bezüge, auch zu ihrem Haus Greenway Estate. Sie entschied sich dann aber um, und zwei Jahre später entschloss sie sich, die Geschichte zu einem Roman zu erweitern. Die ursprüngliche Geschichte wurde erst 2013 wiederentdeckt und publiziert, und als „Das Geheimnis von Greenshore Garden: Ein Fall für Hercule Poirot“ 2015 auf Deutsch veröffentlicht.
Das Haus, in dem der Roman spielt, ist Christies eigenes in Devon: Greenway House in Greenway Estate, das im Roman jedoch Nasse House heißt.

## Einführung
Als Poirot von der berühmten Kriminalschriftstellerin Ariadne Oliver auf ein Landhaus in Devon eingeladen wird, nimmt er diese Einladung aus Respekt vor ihrer berühmten „Intuition“ gern an. Auf Nasse House wird im Rahmen eines Gartenfestes eine von Mrs. Oliver organisierte Mörderjagd stattfinden, die Poirot „fachlich“ begleiten soll. Doch bald geschieht ein Mord und aus Spiel wird Ernst.

## Handlung
Auf der Anreise nach Nasse House nimmt Poirot zwei Anhalterinnen mit – eine Niederländerin und eine Italienerin –, die in der Jugendherberge wohnen, die auf dem Nachbargrundstück steht. Als er ankommt, schildert Mrs. Oliver ein ungewisses Gefühl, dass ihre Inszenierung der Mörderjagd von irgendjemandem beeinflusst wird. Sie kann denjenigen aber nicht ausmachen und wird nur von ihrer Intuition geführt.
Der Eigentümer von Nasse House ist der wohlhabende George Stubbs, der sich mit Sir George ansprechen lässt. Seine sehr viel jüngere Frau ist die geistig zurückgebliebene und leicht zu beeinflussende Hattie, eine junge Frau, die ihm von Amy Folliat vorgestellt wurde, dem einzig überlebenden Familienmitglied der ehemaligen Besitzer von Nasse House. Ihre Söhne starben im Zweiten Weltkrieg und sie lebt nun im Pförtnerhaus des Anwesens.
Ein weiterer Besucher auf dem Landsitz ist der Architekt Michael Weyman, der vor allem die vor einigen Jahren erfolgte Errichtung eines Follys an einem völlig ungeeigneten Platz auf dem Grundstück kritisiert und einen Tennispavillon entwerfen soll.
Am Tag des Festes erhält Hattie einen Brief, in dem ihr Cousin Etienne de Sousa seinen Besuch ankündigt. Sie ist aufgeregt und bezeichnet ihn als Mörder. In dem Mörderspiel übernimmt Marlene Tucker die Rolle des Opfers. Sie soll im Bootshaus warten und sich beim Eintreffen von Mitspielern tot stellen. Poirot besucht das Fest und entdeckt später gemeinsam mit Mrs. Oliver die Leiche von Marlene. Sie ist erdrosselt worden. Gleichzeitig wird auch Hattie vermisst.
Die Ermittlungen konzentrieren sich zuerst auf Etienne de Sousa, dessen Auftauchen scheinbar mit dem Verschwinden von Hattie zusammenhängt. Eine nächste Verdächtige ist Amanda Brewis, Georges Sekretärin, die in ihn verliebt ist und die von Hattie mit einer Erfrischung für Marlene zum Bootshaus geschickt worden war. Weitere Verwirrung stiftet das Verhalten der Legges, die irgendetwas zu verbergen haben und sich mit einem Herrn in einem Schildkrötenhemd auf dem Gelände getroffen hatten. Später stellt sich heraus, dass dieses Treffen nichts mit dem Verbrechen zu tun hatte, sondern mit Legges Karriere als Nuklearphysiker.
Poirots Aufmerksamkeit richtet sich auf Amy Folliat, die mehr zu wissen scheint, als sie sagt. Nachdem der Bootsmann Merdell gestorben ist, entdeckt Poirot, dass er Marlenes Großvater war. Nun bringt Poirot alle Spuren zusammen: Von ihrem Großvater hatte Marlene erfahren, dass er auf dem Grundstück im Wald einmal eine Leiche gefunden hatte. Und er hatte in George auch James Folliat, den ehemaligen Besitzer, erkannt. Poirot hatte durch seinen Satz „In Nasse House wird es immer Folliats geben“ davon erfahren.
James war im Krieg zwar vermisst worden, aber nicht gestorben, sondern heimlich desertiert. Seine Mutter hatte ihn mit der einfältigen, aber sehr reichen Hattie verkuppelt. Mit deren Geld gelang es ihm, eine neue Identität anzunehmen und Nasse House im Familienbesitz zu halten. Seine Mutter wusste aber nicht, dass er bereits verheiratet war, und so brachte er die echte Hattie um, vergrub sie im Fundament des Follys und ersetzte sie durch seine erste Frau, eine junge Italienerin.
Marlene hatte George erpresst, weil sie die Wahrheit erraten hatte. George und die falsche Hattie beschließen sie umzubringen. Am Tag vor dem Fest beginnt die falsche Hattie damit, sich eine neue Identität – die der italienische Anhalterin – zuzulegen. Dann ermordete sie als angebliche Hattie Marlene und verlässt in der Kleidung der Italienerin das Fest. Die falsche Hattie musste spätestens an diesem Tag verschwinden, weil sich ihr Cousin zu einem Besuch angemeldet hatte, der den Schwindel ja sofort erkannt hätte.
George wird bis zum Ende des Romans, der sich auf die Verzweiflung seiner Mutter konzentriert, nicht mehr gesehen.

## Personen
- Hercule Poirot, der belgische Detektiv
- Ariadne Oliver, eine berühmte Schriftstellerin
- Inspektor Bland, der ermittelnde Beamte
- Sergeant Frank Cottrell, ein Polizist
- Constable Bob Hoskins, ein Polizist
- Sir George Stubbs, Eigentümer von Nasse House
- Hattie, Lady Stubbs, Georges Frau
- Etienne de Sousa, Lady Stubbs' Cousin
- Amanda Brewis, Georges Sekretärin
- Amy Folliat, die frühere Eigentümerin, lebt jetzt im Pförtnerhaus
- Mr. Masterton, Mitglied des Parlaments
- Mrs. Masterton, seine Frau
- Captain Jim Warburton
- Michael Weyman, ein Architekt
- Alec Legge, ein Atomphysiker
- Sally Legge, seine Frau
- Marlene Tucker, ein Mädchen aus dem Dorf
- Marilyn Tucker, Marlenes jüngere Schwester
- Mrs. Tucker, Marlenes Mutter
- Merdell, ein Bootsmann
- Henden, der Butler
- eine italienische Anhalterin
- eine niederländische Anhalterin
- ein junger Mann in einem Schildkrötenhemd

## Verfilmungen
Der Roman wurde 1986 mit Peter Ustinov als Poirot und Jean Stapleton als Oliver verfilmt und unter dem deutschen Titel Mord mit verteilten Rollen veröffentlicht. Die Handlung wurde in die 1980er Jahre verlegt; gedreht wurde in West Wycombe Park in Buckinghamshire.
2013 wurde er für die englische Fernsehserie Agatha Christie’s Poirot erneut verfilmt. Die Folge wurde am 30. Oktober 2013 gesendet.

## Computerspiel
Am 15. Oktober 2009 erschien von „I-Play“ ein Computerspiel, das auf der Basis des Romans entstanden ist.

## Wichtige Ausgaben
- 1956 Dodd Mead and Company (New York), Oktober 1956
- 1956 Collins Crime Club (London), 5. November 1956
- 1959 deutsche Erstausgabe im Scherz Verlag in der Übersetzung von Dorothea Gotfurt[3]
- 2020 Neuübersetzung unter dem Titel: Mord mit verteilten Rollen von Michael Mundhenk: Hamburg: Atlantik